# Орлов, Альберт Николаевич
Альберт Николаевич Орлов (13 апреля 1938 — 6 августа 2021) — советский хозяйственный, государственный и политический деятель.

## Биография
Родился 13 апреля 1938 года в селе Петровка. Член ВКП(б).
В 1954—2004 гг.:
- 1954 — помощник комбайнера колхоза им. Калинина Киквидзенского района,
- 1954-1956 — ученик слесаря, слесарь-сборщик завода «Баррикады» г. Сталинграда,
- 1956-1961 — студент Сталинградского сельхозинститута
- с марта 1961 по ноябрь 1963 — главный агроном совхоза «Вербенский»,
- с ноября 1963 по февраль 1964 — первый секретарь Николаевского райкома ВЛКСМ,
- с февраля 1964 по июнь 1973 — председатель колхоза им. Калинина Николаевского района,
- с июня 1973 по апрель 1977 — председатель Николаевского райисполкома,
- с апреля 1977 по февраль 1982 — первый секретарь Николаевскогорайкома КПСС,
- с февраля 1982 по январь 1985 — первый секретарь Среднеахтубинского райкома КПСС
- с января 1985 по март 1990 — председатель Волгоградского облисполкома,
- 1990-1992 — заведующий отделом внешнеэкономических связей исполкома Волгоградского облсовета,
- заместитель генерального директора ЗАО «Волгоградводстрой»,
- заместитель председателя Государственного комитета по охране окружающей среды Волгоградской области.

Избирался депутатом Верховного Совета РСФСР 11-го созыва. Делегат XV съезда ВЛКСМ, XXVI и XXVII съездов КПСС.
Награжден орденом Октябрьской Революции, двумя орденами Трудового Красного Знамени, орденом «Знак Почёта», медалями. Почётный гражданин Волгоградской области. Умер 6 августа 2021 года.